# Cantón de los Grisones
Grisones (GR, en alemán: Graubünden; en francés: Grisons; en italiano: Grigioni; en romanche: Grischun), formalmente conocido como el cantón de los Grisones, es uno de los veintiséis cantones de Suiza. Está formado por 11 regiones y su capital es la ciudad de Coira (Chur). El nombre alemán del cantón, Graubünden, puede traducirse como «Ligas Grises» y hace referencia al origen del cantón, formado a partir de tres alianzas locales, las Tres Ligas, que existieron en este territorio. El resto de nombres cantonales nativos también hacen referencia a la Liga Gris: Grischùn en sutsilvano, Grischun en otras formas del romanche y Grigioni en italiano. Recia es el nombre latino que recibió la región. El íbice alpino es el símbolo heráldico del cantón.
Ubicado en el sureste de Suiza, es el cantón más extenso y el menos densamente poblado de los 26 cantones de Suiza. Es además la región más diversa en cuanto a naturaleza y cultura. Normalmente, esta diversidad hace que se le compare con el resto del país y le ha granjeado el nombre de «Pequeña Suiza».El Cantón de los Grisones limita con 4 cantones más, con Austria, con Italia y con Liechtenstein.
Es el único cantón que tiene tres lenguas oficiales: alemán, italiano y romanche. Además, es el único cantón en el cual el romanche, la cuarta lengua oficial de Suiza, presenta un estatus oficial, representando dicha lengua y cultura un papel esencial de la identidad local.En 2022 el cantón contaba con una población de 202.538 habitantes.La única población de tamaño considerable es Coira, ya que la mayor parte de los habitantes residen en áreas montañosas, incluyendo algunos de los valles más remotos del país.
La región está considerada como una de las cunas de los deportes de invierno, presentando una gran cantidad de estaciones de esquí alpino, entre las que se encuentran Davos y St. Moritz. También se conoce al cantón por sus ferrocarriles de vía estrecha que permiten la conexión entre la capital y la mayor parte de los valles grisones. Dichos servicios ferroviarios son ofrecidos por el Ferrocarril Rético.
Antiguamente ocupada por los raeti, la mayor parte de la extensión territorial cantonal fue parte de la provincia romana de Recia, la cual se estableció en el año 15 a. C., con Curia, un asentamiento con sus orígenes en la cultura Pfyn, como su capital. Más tarde el área que formó parte de la diócesis de Coira y a finales de la Edad Media vio la formación de la Liga de la Casa de Dios, la Liga Gris y la Liga de las Diez Jurisdicciones. En 1471 una alianza dio lugar a la formación de las Tres Ligas que, antes del final del siglo XV, se convirtieron en un aliado de la Antigua Confederación Suiza. En 1803 las Tres Ligas formaron finalmente uno de los cantones de la confederación.

## Geografía y clima

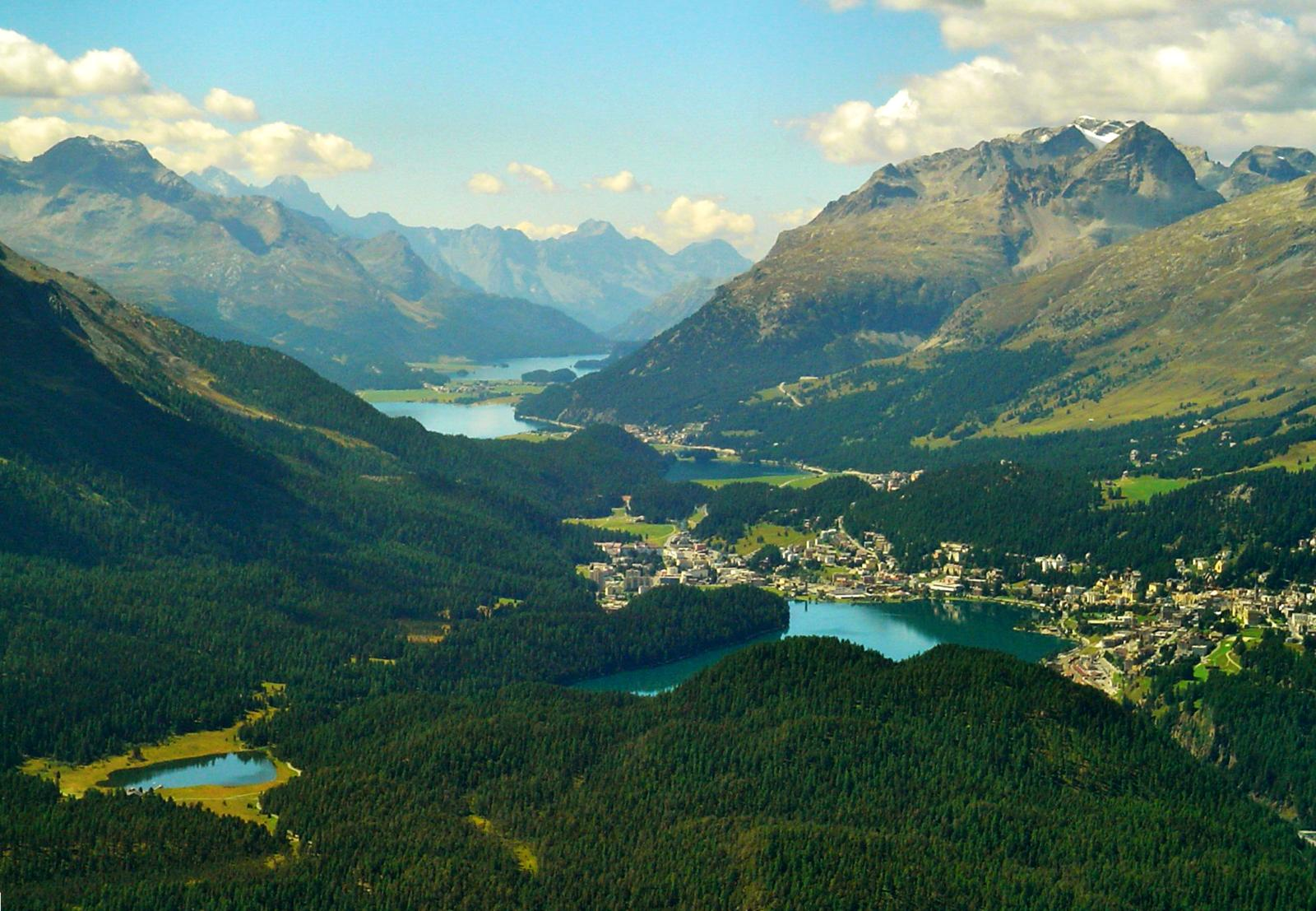
La Engadina, en la imagen cerca de St. Moritz y diferentes lagos, es uno de los valles más altos de los Alpes y la única región suiza en la cuenca del Mar Negro.

### Geografía
El Cantón de los Grisones es el cantón de mayor extensión y el más sudoriental de Suiza. Su geografía, principalmente marcada por los Alpes, es compleja y abarca una gran variedad de climas y ecosistemas. En contraposición a los otros grandes cantones meridionales, Tesino y Valais, se extiende por completo por ambas vertientes de la gran barrera alpina, desde las llanuras septentrionales de Maienfeld a las llanuras meridionales de Roveredo. Sin embargo, una gran parte del cantón no se encuentra ni en la vertiente norte ni en la sur, sino en la Engadina, un gran valle interior alpino orientado hacia el Este de Europa. Es por ello que el cantón se sitúa simultáneamente en cuatro de las cinco cuencas fluviales del país. En la zona norte se encuentra la cuenca del Rin, en el sur las cuencas del Po y del Adigio, con diferentes afluentes, y en la Engadina la cuenca del Danubio, a través del río Eno.
Como se ha explicado anteriormente, el Cantón de los Grisones se halla enmarcado en su totalidad en los Alpes y cuenta con una elevación sobre el nivel del mar que comprende desde los 260 a los 4049 metros en sus cotas mínima y máxima, respectivamente. De esta manera, el cantón presenta lugares que se encuentran entre los más bajos y los más altos de todo el país, aparte de ser el segundo cantón más alto en cuanto a altitud media. A consecuencia de esta orografía tan escarpada, muchos de sus asentamientos figuran entre los de mayor altitud en Suiza y Europa, especialmente aquellos localizados en la Alta Engadina. El territorio cuenta con numerosas montañas, más de 1000 picos, siendo la más alta de ellas la Piz Bernina con 4049 m de altitud, punto más alto del cantón y seguido de cerca por otros picos de la cadena homónima.Otros de los picos más prominentes de la región son el Piz Russein, el Piz Kesch, el Haldensteiner Calanda, el Aroser Rothorn y el Adula. Otras de las sierras presentes en el cantón son los Alpes de Albula, la Sierra de Bregaglia, los Alpes de Glaris, el Macizo de San Gotardo, los Alpes Lepontinos, los Alpes de Livigno, los Alpes de Plessur, los Alpes de Oberhalbstein, la cadena de Ortles-Cevedale, el Macizo de Rätikon, los Alpes de Samnaun, los Alpes de Sesvenna y los Alpes de Silvretta. 

El Rin Anterior, aquí en su paso por la Garganta de Ruinaulta, es uno de los ríos más largos del cantón.

La región situada en la vertiente norte de los Alpes forma parte de la cuenca del Rin y está formada por una intrincada red de valles. El Rin es uno de los ríos más largos del cantón y el único que fluye directamente hacia el mar. Las fuentes del Rin se encuentran en el oeste del territorio y forman el Rin Anterior y el Rin Posterior. Estos dos ríos convergen en Reichenau para formar el Rin propiamente dicho. Justo después de la confluencia de los ríos, el valle se abre y forma las zonas más llanas del cantón, desde Domat/Ems a Fläsch, en la frontera con San Galo. En la zona en torno a Coira, a los pies del Calanda, el Rin cambia de dirección para dirigirse hacia el norte. El Rin Anterior y el Rin Posterior cuentan a su vez con numerosos afluentes antes de converger. El Anterior forma un valle largo y recto, la Surselva, desconectado de las llanuras inferiores por la Garganta de Ruinaulta. Entre los afluentes más importantes se encuentran el Glogn, el Vlaser Rin y el Rabiusa, que forman el Valle de Lumnezia, el Valle Vals y el Safiental, respectivamente. El Posterior recoge el agua proveniente del Rin Avers y del Albula, que a su vez recogen el agua del Gelgia y el Landwasser. Al igual que con el Rin Anterior, el Rin Posterior está conectado con las llanuras inferiores mediante la Garganta de Viamala. Tras conectar con el Albula, el Rin Posterior forma un valle ancho, el Domleschg, hasta llegar a juntarse con su contraparte. Tras ello, el Rin también recibe el agua de dos ríos importantes: el Plessur a su paso por Coira, formando el valle de Schanfigg, y el Lanquart a su paso por la ciudad homónima, formando el valle de Prettigovia. 
La Engadina abastece por completo al río Eno y es el único valle de Suiza que forma parte de la cuenca del Danubio. El Eno es uno de los ríos más largos del cantón y forma un valle casi totalmente recto entre el Puerto de Maloja y Martina. El valle realiza un cambio de dirección cerca de Zernez. A pesar de su longitud y de la gran cantidad de afluentes que posee, solo unos pocos ríos de notable longitud convergen con el río Eno. Entre ellos están el Flaz (que forma el Valle de la Bernina), el Spöl (que forma el Valle del Spöl) y el Clemgia (que forma el Valle S-charl). En la Engadina Inferior también puede encontrarse el Valle de Samnaun. Los principales puertos que conectan la Engadina con el norte del cantón son, de más occidental a más oriental, el Puerto de Julio, el Puerto de Albula y el Puerto de Flüela.
Los valles de la vertiente meridional de los Alpes no son contiguos y forman cuatro regiones diferentes: el Valle Mesolcina que abastece al río Moesa, el Valle Bregallia que abastece al Mera, el Valle Poschiavo que abastece al Poschiavino y el Valle Müstair que abastece al Rom. Los tres primeros ríos forman parte de la cuenca del Po, mientras que el último forma parte de la cuenca del Adigio. Además, los dos primeros valles (Mesolcina y Bregallia) son contiguos a la cara norte de los Alpes, respectivamente, mediante los puertos de San Bernardino y Septimer. De la misma manera, los tres últimos valles (Bregallia, Poschiavo y Müstair) son contiguos a la Engadina, mediante los puertos de Maloja, Bernina y del Horno.
No existen grandes masas de agua en la región, aunque sí es posible encontrar numerosos lagos de montaña, a una altitud superior a los 800 m, repartidos por el territorio, estimándose su número en más de 600. Algunos de ellos se utilizan para la producción de electricidad. Los lagos naturales de mayores dimensiones son el Lago Sils, el Lago de Silvaplana, el Lago de Poschiavo y el Lago de St. Moritz. Sin embargo, también pueden encontrarse diversos lagos artificiales como el Lago de Livigno (el de mayores dimensiones), el Lago de Lei, el Lago de Santa María, el Zervreilasee, el Lago Bianco, el Lago de Marmorera y el Lago Albigna. 
Al contrario que en otros de los grandes cantones suizos, el Cantón de los Grisones cuenta con pocos núcleos urbanos. El más grande, y su capital, es la ciudad de Coira. Le siguen Davos, Landquart, Domat/Ems y St. Moritz; sin embargo, estos tienen una población mucho menor. La región es muy conocida por sus estaciones alpinas, principalmente las de Davos y St. Moritz, aunque cuenta con muchas más.
La superficie del cantón es de 7105,2 km², convirtiéndolo en el cantón con mayor superficie del país. El segundo con mayor superficie, el cantón de Berna, es un 19,2% más pequeño.Dicha superficie, junto al hecho de presentar un territorio montañoso y con un número menor de poblaciones, lo convierten también en el cantón menos densamente poblado de Suiza. En la zona sudoriental se encuentra el único Parque Nacional Suizo reconocido hasta la fecha. En el norte de la región, las montañas se formaron por la presencia de una falla de cabalgamiento que en 2008 fue declarada como Patrimonio de la Humanidad por la UNESCO, bajo el nombre de falla tectónica suiza de Sardona. Val Müstair, adyacente al Parque Nacional Suizo, también recibe el rango de reserva de la biosfera, mientras que el Parque Natural Ela se encuentra dentro de la categoría de parques gestionados regionalmente.
El Cantón de los Grisones suele incluirse en la mayor región Oriental de Suiza junto a otros seis cantones. Limita al norte con el principado de Liechtenstein y con Austria y al sureste con Italia, siendo el único cantón que limita con tres países. Además, al noroeste limita con los cantones de San Galo y Glaris, al oeste con el cantón de Uri y al sudoeste con el cantón del Tesino.

### Clima
El clima de la región es muy diverso y a menudo se compara con el de Suiza en conjunto. Las regiones más bajas y meridionales cuentan con viñedos y olivares,mientras que, en las cotas más altas, puede encontrarse nieve durante todo el año. Los valles interiores, particularmente la Engadina, presentan un clima mucho más seco que las regiones al norte y sur de los Alpes, ya que quedan resguardados por las montañas de la cordillera. En la cara sur de los Alpes, Grono es uno de los lugares más cálidos del país, con una temperatura media de 12,4 °C. El récord de temperatura nacional, 41,5 °C, se registró en dicho lugar. Los valles meridionales son, además, más húmedos que el resto de la región. Los puntos más fríos, evidentemente, se hallan en las zonas más altas del cantón, como en Piz Corvatsch. Las localidades situadas en la Engadina Superior figuran entre los puntos habitados más fríos del país, entre ellos, Samedan presenta una temperatura media de 2,0 °C. El récord cantonal de temperatura mínima, situado en los −37,9 °C, se registró en dicho lugar.La región de menor altitud en torno a Coira, incluyendo Marienfeld, presenta unas temperaturas más suaves, con una media situada en torno a los 10,0 °C.

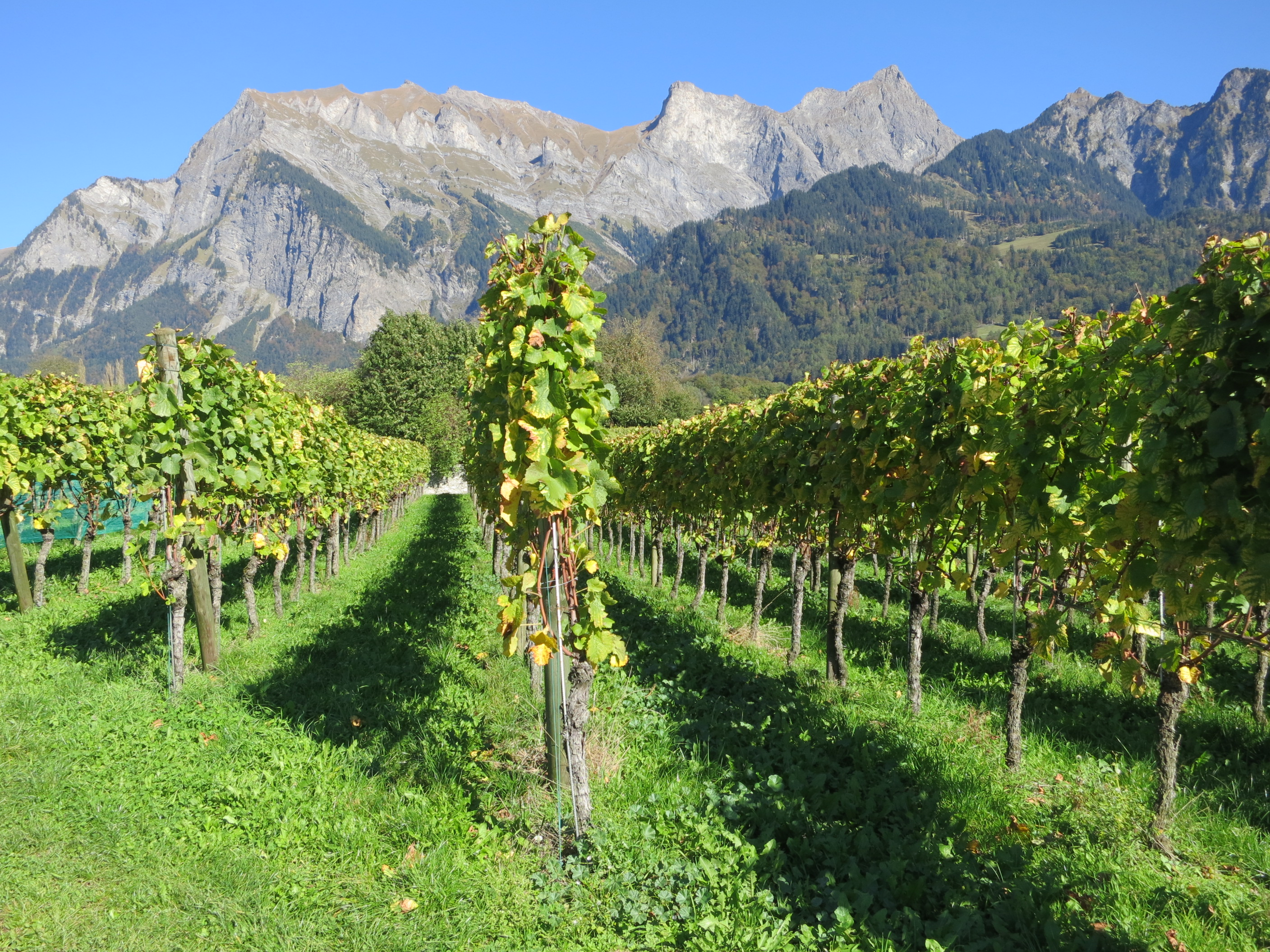
Llanuras: Viñedos a los pies del Falknis
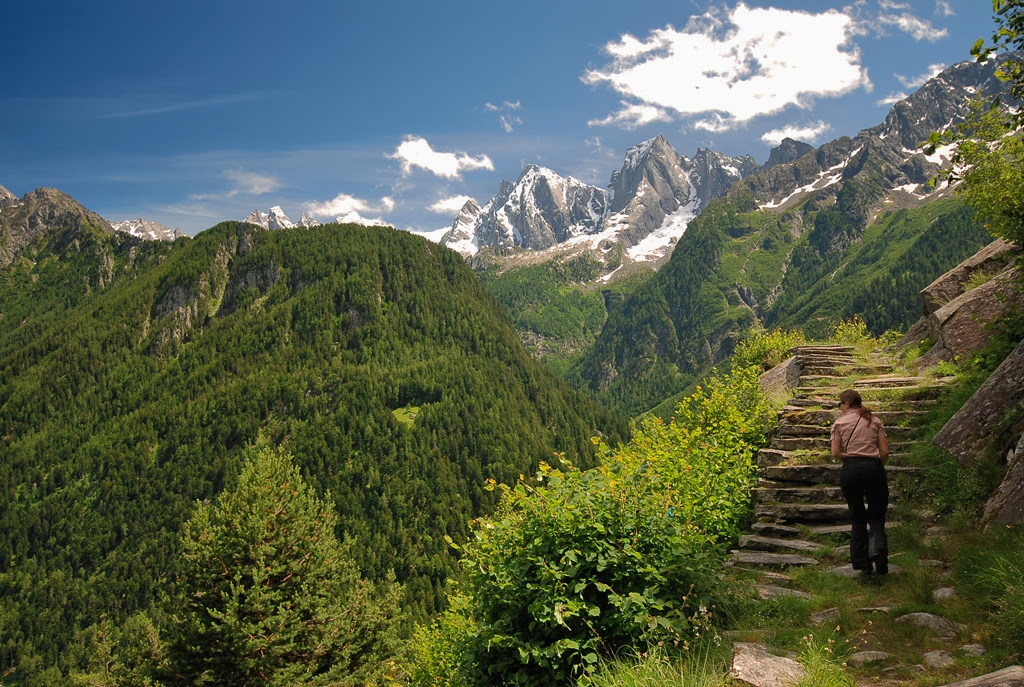
Zona de montaña: Valle Bregallia, a los pies del Piz Badile
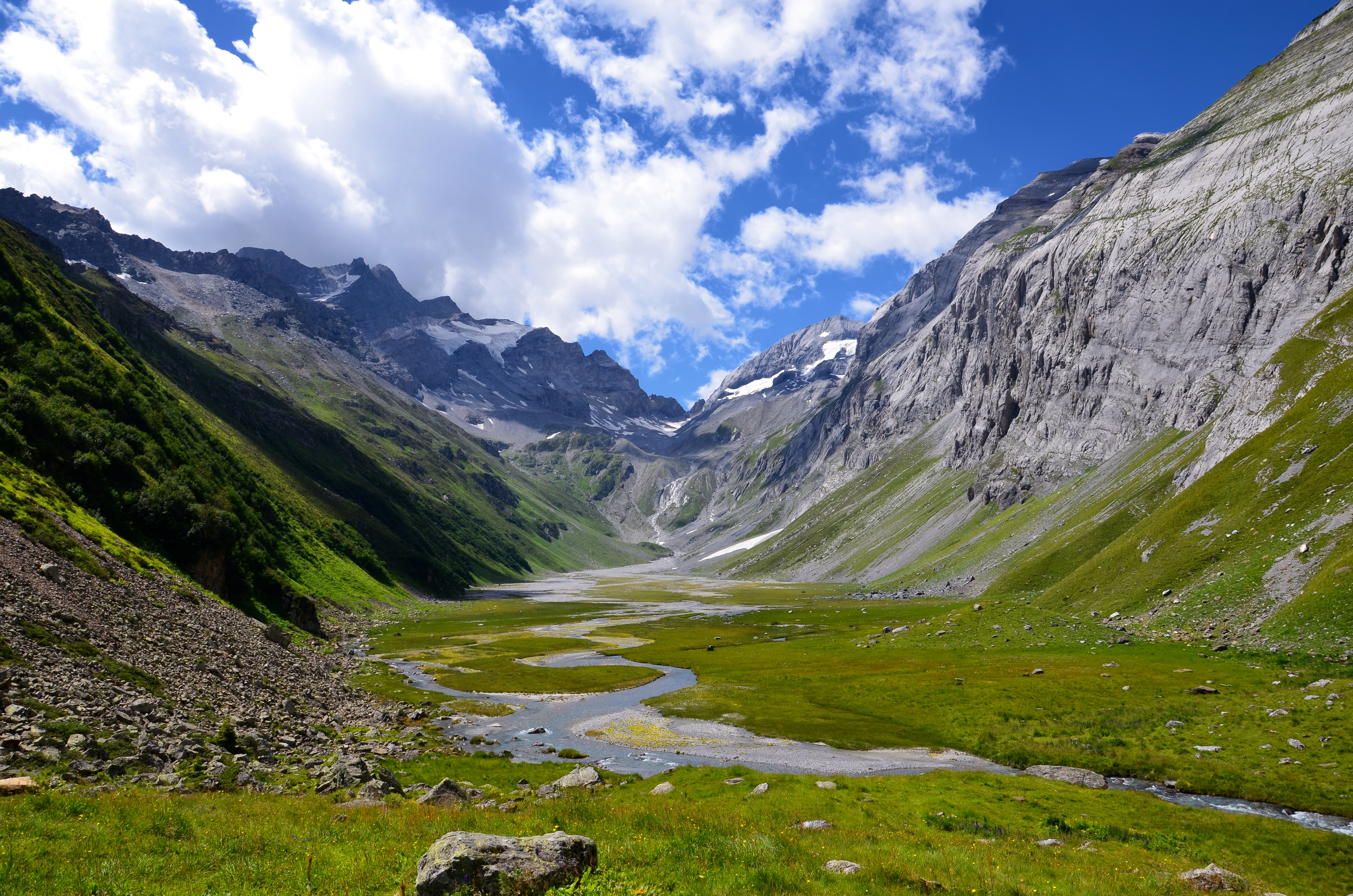
Zona alpina: Val Frisal, a los pies del Bifertenstock
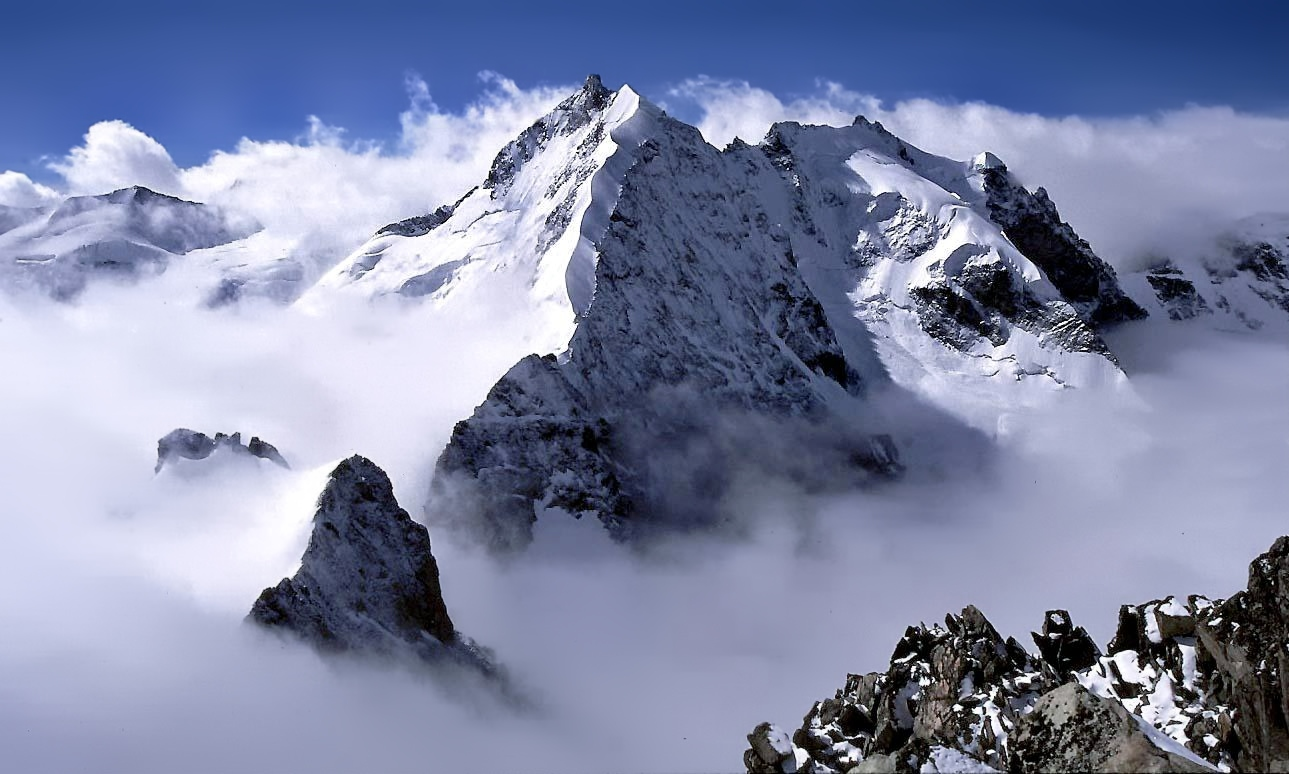
Zona nival: Piz Bernina desde Piz Morteratsch

## Historia
Los remotos valles alpinos que forman parte del territorio del cantón estuvieron poblados originalmente por los raeti. En Coira se ha encontrado evidencia arqueológica que se remonta a la cultura Pfyn (3900-3500 a. C.). De esta manera, la capital grisona parece ser uno de los asentamientos más antiguos de Suiza.
La mayor parte del territorio del cantón también estuvo integrado en la antigüedad en la provincia romana llamada Recia, fundada en 15 a. C. La capital actual de la región, Coira, era conocida como Curia en tiempos romanos. Posteriormente, esta región formó parte de la diócesis de Coira.

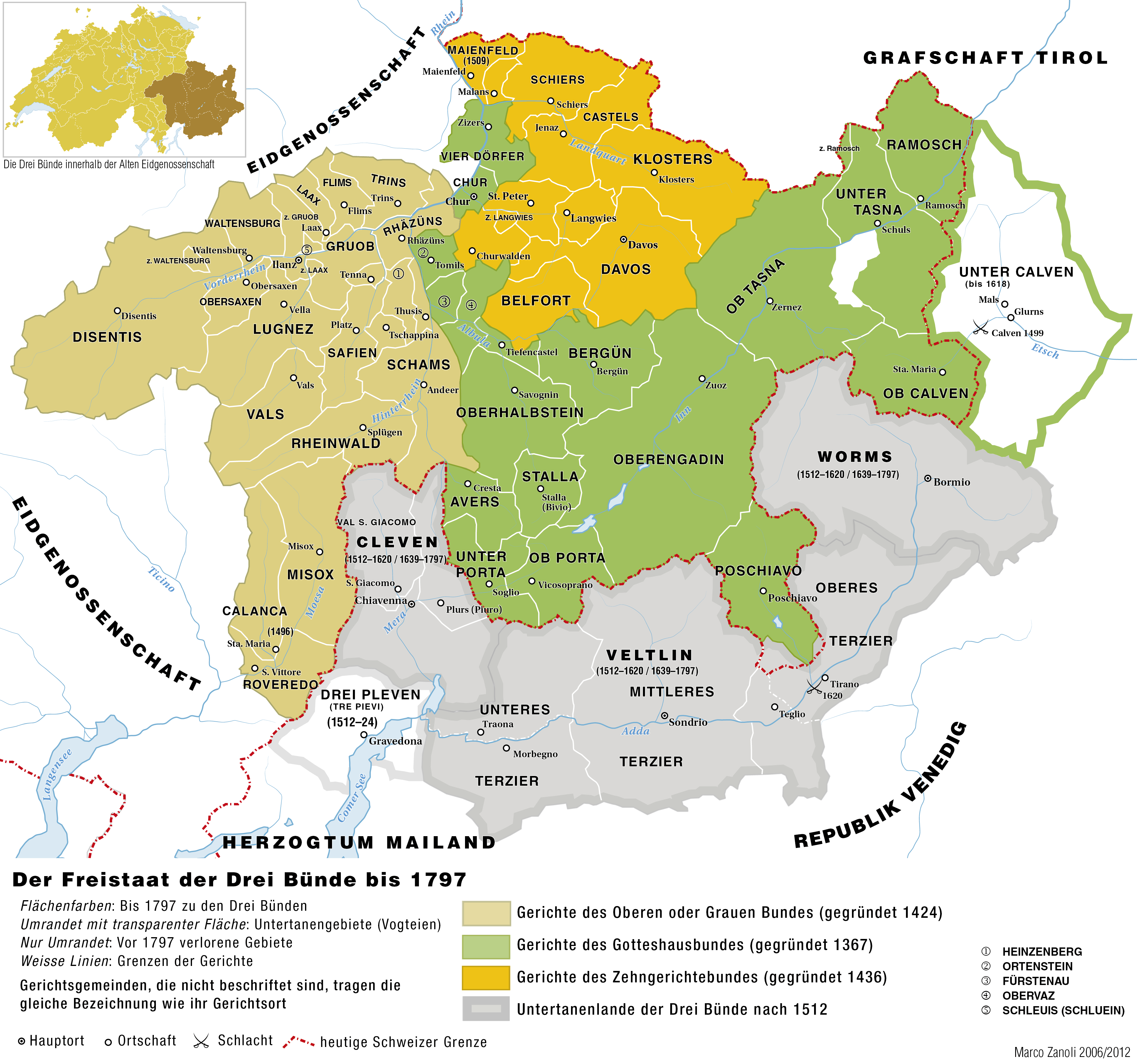
Mapa de las Tres Ligas y las áreas colindantes.

En 1367 se fundó la Liga de la Casa de Dios (conocida como Ca' di Dio, Cadi o Gottes Haus) con el fin de resistir contra el creciente poder del Obispo de Coira. A este acontecimiento le siguió la creación de la Liga Gris (Lega Grigia, Grauer Bund o Oberbund) en 1395 en el valle del río Rin. El nombre de Liga Gris, apelación que posteriormente dio nombre al cantón, se deriva de la vestimenta gris de la población autóctona y fue usado de manera exclusiva desde el 16 de marzo de 1424. En 1436 se fundó una tercera liga, la Liga de las Diez Jurisdicciones (Lega delle Dieci Giurisdizioni o Zehngerichtebund), por los habitantes del antiguo condado de Toggenburg, ya que la dinastía de los Toggenburg se había extinguido.

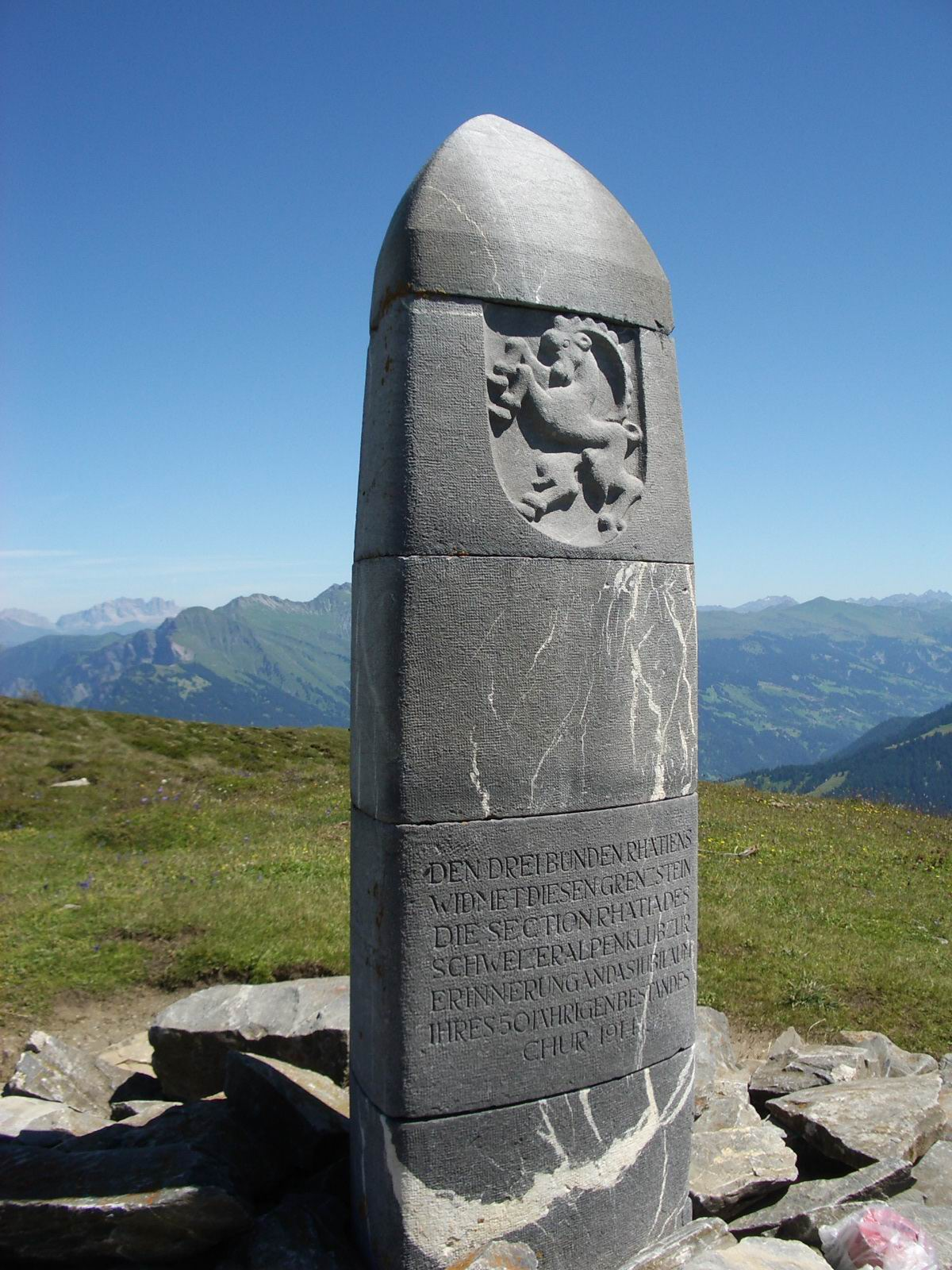
La Piedra de las Tres Ligas (Dreibündenstein), monumento que marca el lugar en el cual se encontraba la triple frontera entre las Tres Ligas.

El primer paso hacia la constitución cantonal se dio cuando la Liga de las Diez Administraciones se alió con la liga de la Casa de Dios en 1450. En 1471 las dos ligas se aliaron con la Liga Gris, formando las Tres Ligas. En 1497 y 1498 las Ligasse aliaron con la Antigua Confederación Suiza. Esto ocurrió debido a la obtención, en 1496, de las antiguas posesiones de los Toggenburg por parte de los Habsburgo. Por ello, las Ligas apoyaron a la Confederación Suiza durante la Guerra de Suabia tres años después. Los Habsburgo fueron derrotados finalmente en las Batallas de Calven y Dornach, por lo que las Ligas y la Confederación Suiza recibieron una serie de concesiones. Sin embargo, las Ligas se mantuvieron independientes hasta el Pacto Federal del 23 de septiembre de 1524.
Las últimos rastros de las jurisicciones ligadas al Obispado de Coira, como se conocía hasta el momento, fueron abolidas en 1526. Las Guerras de Musso, libradas entre 1524-1526 y 1531-1532, acercaron todavía más a las Ligas y a la Confederación Suiza.
En 1583, San Carlos Borromeo estuvo allí como visitador apostólico, dialogando con los luteranos y enfrentándose a un movimiento de brujas y hechiceros. 

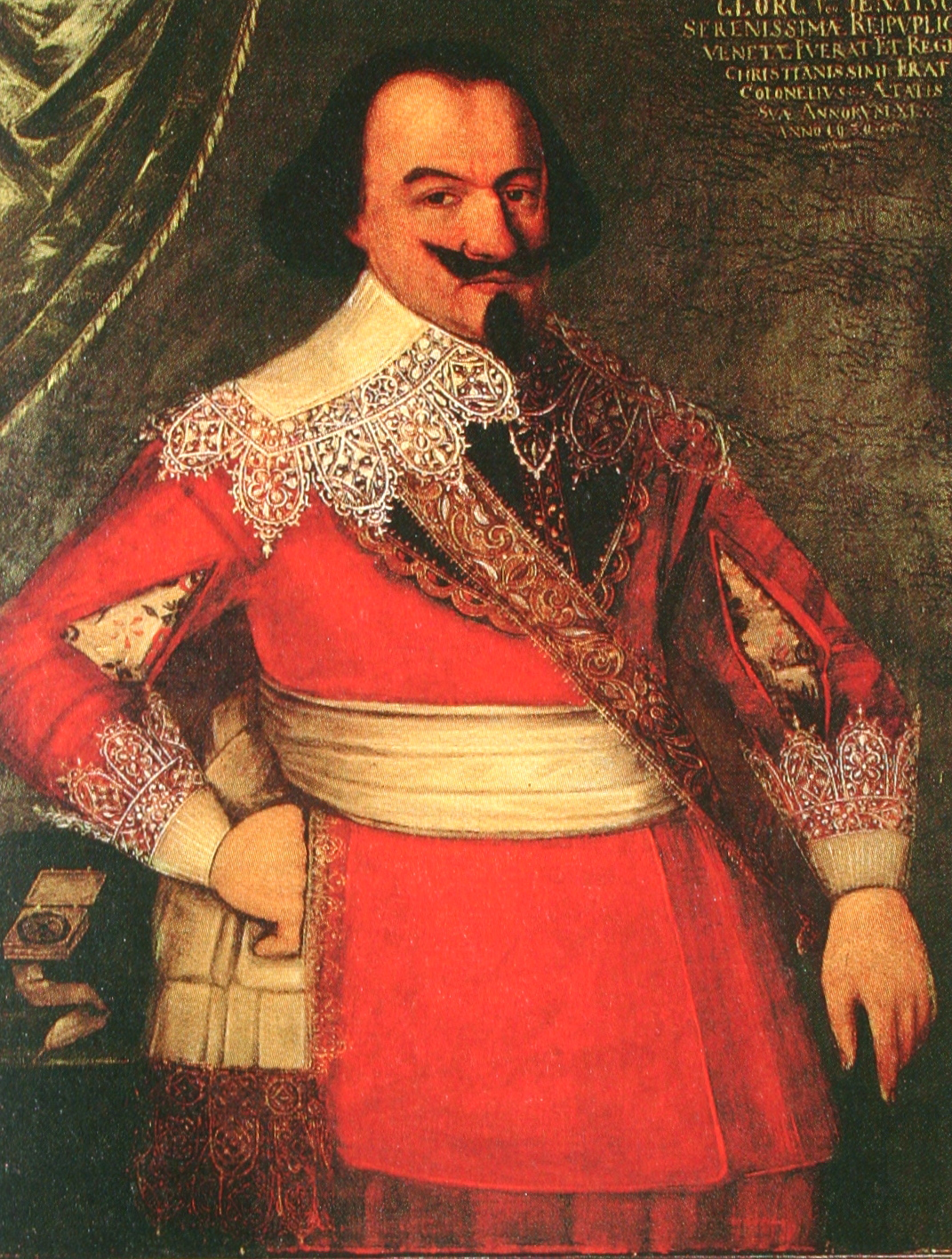
Jörg Jenatsch fue una figura principal y divisoria durante la Revuelta de las Ligas (1618–1639).

Entre 1618 y 1639 el territorio grisón se convirtió en un campo de batalla en el que las diferentes facciones de la Revuelta de las Ligas (Bündner Wirren) trataron de imponerse. La facción protestante fue apoyada por Francia y Venecia, mientras que la católica fue apoyada por los Habsburgo españoles y austríacos. Cada una de las facciones pretendía tomar el control de la región de los Grisones para dominar los importantes pasos de montaña alpinos. En 1618, el radical Jörg Jenatsch se convirtió en líder de la facción anti-Habsburgo y en miembro de la junta de supervisores del clero. Fue él quien dirigió la tortura hasta la muerte del arcipreste Nicola Rusca de Sondrio. En respuesta a ello, Giacomo Robustelli, de la familia pro-católica de los Planta, levantó un ejército rebelde en armas en la Valtelina. En la noche del 18 al 19 de julio de 1620, una fuerza rebelde apoyada por tropas austríacas e italianas marchó hacia Tirano, asesinando a personas protestantes a su paso. Una vez llegados a Tirano, continuaron hacia Teglio, Sondrio y las zonas más profundas del valle. Entre 500 y 600 personas fueron asesinadas durante esa noche y los días sucesivos. Como consecuencia, casi todos los protestantes que vivían en la región abandonaron el valle. Asimismo, la incursión logró prevenir posibles ataques futuros de la facción protestante y arrebató la Valtelina a las Tres Ligas.
En respuesta a dichos ataques, en febrero de 1621, Jenatsch lideró una fuerza de tropas anti-Habsburgo en el ataque al Castillo de Rietberg, hogar del líder de la facción pro-católica, Pompeyo Planta. Este ataque tomó por sorpresa a Planta y, según la leyenda, acabó con la muerte del líder católico a manos de Jörg Jenatsch, quien lo mató con un hacha.La muerte de Planta alentó a la facción protestante, que logró reunir a una fuerza mal organizada para tratar de recuperar la Valtelina y otras tierras sometidas. Sin embargo, el ejército se desbandó antes siquiera de poder atacar una sola población católica. Este intento de invasión sirvió de pretexto para las monarquías hispánica y austríaca, pues decidieron utilizarla como excusa para invadir el territorio de las Ligas. A finales de octubre, toda la región de los Grisones había sido invadida por ambas potencias. El tratado de paz final de enero de 1622 forzó a las Ligas a ceder los valles de Müstair, la Engadina inferior y Prettigovia.Además, el tratado también prohibió la presencia del protestantismo en estos valles. En respuesta, el valle de Prettigovia se rebeló contra el poder austríaco en 1622, logrando expulsarlos del valle. Esto provocó dos nuevas invasiones por parte de la monarquía austríaca, en 1623-1624 y 1629-1631, con el fin de volver a imponer el catolicismo.
En 1623 las Ligas se aliaron con Francia, Saboya y Venecia. Jürg Jenatsch y Ulysses von Salis utilizaron el dinero recibido desde Francia para contratar a un ejército de 8000 mercenarios y expulsar a los austríacos. El Tratado de Monzón (5 de marzo de 1626) entre Francia y España confirmó la independencia política y religiosa de la Valtelina. En 1627, Francia se retiró del valle y este pasó a estar ocupado por tropas papales. A inicios de 1631, las Ligas, bajo el mando del duque francés Enrique de Rohan, comenzaron a expulsar a los españoles. Sin embargo, el cardenal Richelieu se mostró reticente a la devolución del control del valle de la Valtelina a los residentes locales. Este hecho quedó claro con el paso del tiempo para los propios grisones, lo que provocó que Jürg Jenatsch, en aquel momento líder mercenario, se convirtiera al catolicismo en 1635. Posteriormente, en 1637, el propio Jenatsch se levantaría en armas junto a otros 31 oficiales grisones y se aliaría con las monarquías austríaca e hispánica, forzando de esta manera la expulsión de los franceses sin necesidad de entrar en batalla.En enero de 1639, Jürg Jenatsch fue asesinado durante el carnaval por un asaltante disfrazado de oso. La identidad del atacante es desconocida, aunque se hipotetiza que el crimen podría haber sido llevado a término por uno de los hijos de Pomeyo Planta o por un asesino contratado por la aristocracia local. La leyenda describe que el asaltante le dio muerte con la misma hacha que Jenatsch utilizó para matar a Pomeyo. El 3 de septiembre de 1639, las Ligas acordaron con España la devolución de la Valtelina a los grisones, pero bajo la promesa de respetar el libre ejercicio de la fe católica en el valle. Los tratados de 1649 y 1652 con Austria también devolvieron el control a las Tres Ligas de los territorios del valle Müstair y la Engadina inferior.
Los territorios de las Ligas pasaron a formar parte de la República Helvética en 1798, formando el cantón de Recia. Sin embargo, la Valtelina pasó a formar parte de la República Cisalpina en 1796. Esto supuso la pérdida definitiva del valle para los grisones, pues tras ello pasaría a formar parte del Imperio austríaco en 1814 y, finalmente, del Reino de Italia en 1859. Mediante el Acta de Mediación de 1803, las Ligas serían constituidas de manera definitiva como cantón.
La constitución cantonal data de 1892 y un total de 30 modificaciones fueron realizadas en el siglo siguiente. Los escudos de armas de cada una de las tres Ligas fueron introducidos en el escudo de armas cantonal en 1933.

## Demografía
El cantón contaba con una población de 202.538 habitantes en 2022.A fecha de 2019, la población extranjera del cantón representaba un 18,8% del total, lo que se correspondía con unos 37.415 habitantes. La religión con más seguidores es el cristianismo, siendo las dos ramas más presentes el protestantismo y el catolicismo. Ambas están bien representadas, puesto que un 40,2% de la población se consideraba católica en 2019, frente al 31,5% que se consideraba protestante. Cabe destacar el 21,3% de la población que declaraba no seguir ninguna religión, fenómeno cada vez más presente en Suiza.

### Lengua

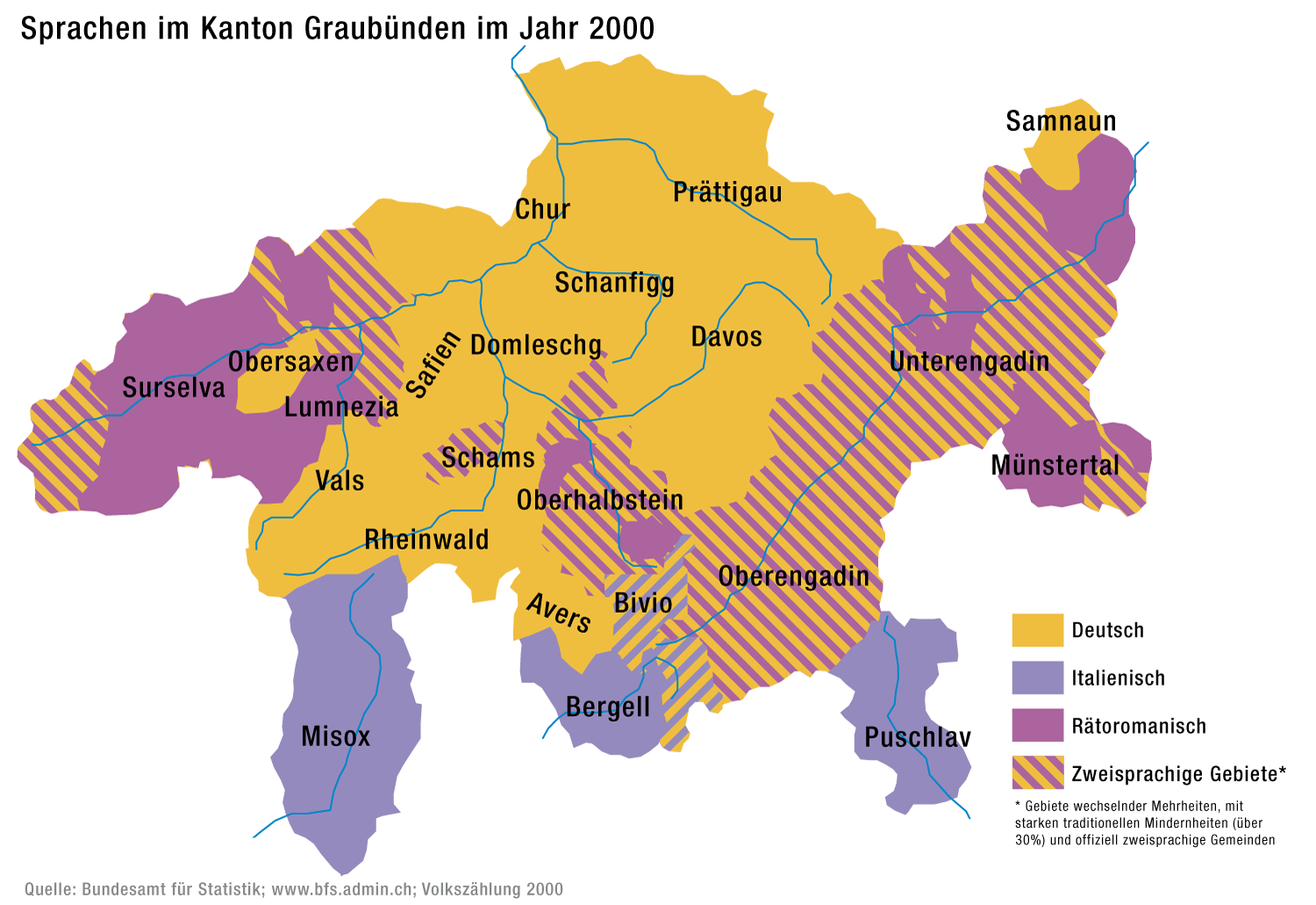
Distribución geográfica de las diferentes lenguas habladas en el año 2000
Alemán
Italiano
Romanche

El cantón de los Grisones es el único de Suiza con tres lenguas oficiales. Estas son el alemán (73,2 %), el romanche (14,1 %) y el italiano (con alrededor del 13,2 %). La suma es mayor de 100, debido a que hay un buen porcentaje de población bilingüe.
| Año  | Población | Romanche (%)   | Alemán (%)      | Italiano (%)   |
| ---- | --------- | -------------- | --------------- | -------------- |
| 1803 | 73,200    | 36,700 (~50%)  | 26,500 (~36%)   | 10,000 (~14%)  |
| 1850 | 89,895    | 42,439 (47.2%) | 35,509 (39.5%)  | 11,956 (13.3%) |
| 1880 | 93,864    | 37,794 (39.8%) | 43,664 (46.0%)  | 12,976 (13.7%) |
| 1900 | 104,520   | 36,472 (34.9%) | 48,762 (46.7%)  | 17,539 (16.8%) |
| 1920 | 119,854   | 39,127 (32.7%) | 61,379 (51.2%)  | 17,674 (14.8%) |
| 1941 | 128,247   | 40,187 (31.3%) | 70,421 (54.9%)  | 16,438 (12.8%) |
| 1950 | 137,100   | 40,109 (29.3%) | 77,096 (56.2%)  | 18,079 (13.2%) |
| 1960 | 147,458   | 38,414 (26.1%) | 83,544 (56.7%)  | 23,682 (16.1%) |
| 1970 | 162,086   | 37,878 (23.4%) | 93,359 (57.6%)  | 25,575 (15.8%) |
| 1980 | 164,641   | 36,017 (21.9%) | 98,645 (59.9%)  | 22,199 (13.5%) |
| 2000 | 187,058   | 27,038 (14.5%) | 127,755 (68.3%) | 19,106 (10.2%) |
| 2012 | 191,612   | 27,955 (15.2%) | 143,015 (74.6%) | 23,506 (12.0%) |
| 2015 | 193,662   | 29,826 (15.4%) | 142,378 (73.5%) | 25,033 (12.9%) |
| 2020 | 200,096   | 27,813 (13.9%) | 149,471 (74.7%) | 27,813 (13.9%) |

La mayor parte de los hablantes de la lengua romanche residen en este cantón, a pesar de que, con el tiempo, la lengua se ha convertido en minoritaria. El romanche está formado por 5 variantes lingüísticas: el sutsilvano, el sursilvano, el surmiran, el vallader y el putèr. También existe una versión escrita estandarizada conocida como romanche grisón (Rumantsch Grischun). El romanche fue reconocido como lengua oficial por la Constitución Federal Suiza en 1938. Sin embargo, no fue hasta 1996 que fue reconocida como oficial en toda la Confederación. Esto significa que, a partir de esta fecha, la comunicación oficial con y desde el estado puede realizarse y recibirse en romanche grisón. A nivel cantonal, el romanche presenta carácter oficial y las diferentes municipalidades pueden especificar sus propias lenguas oficiales.

## Regiones

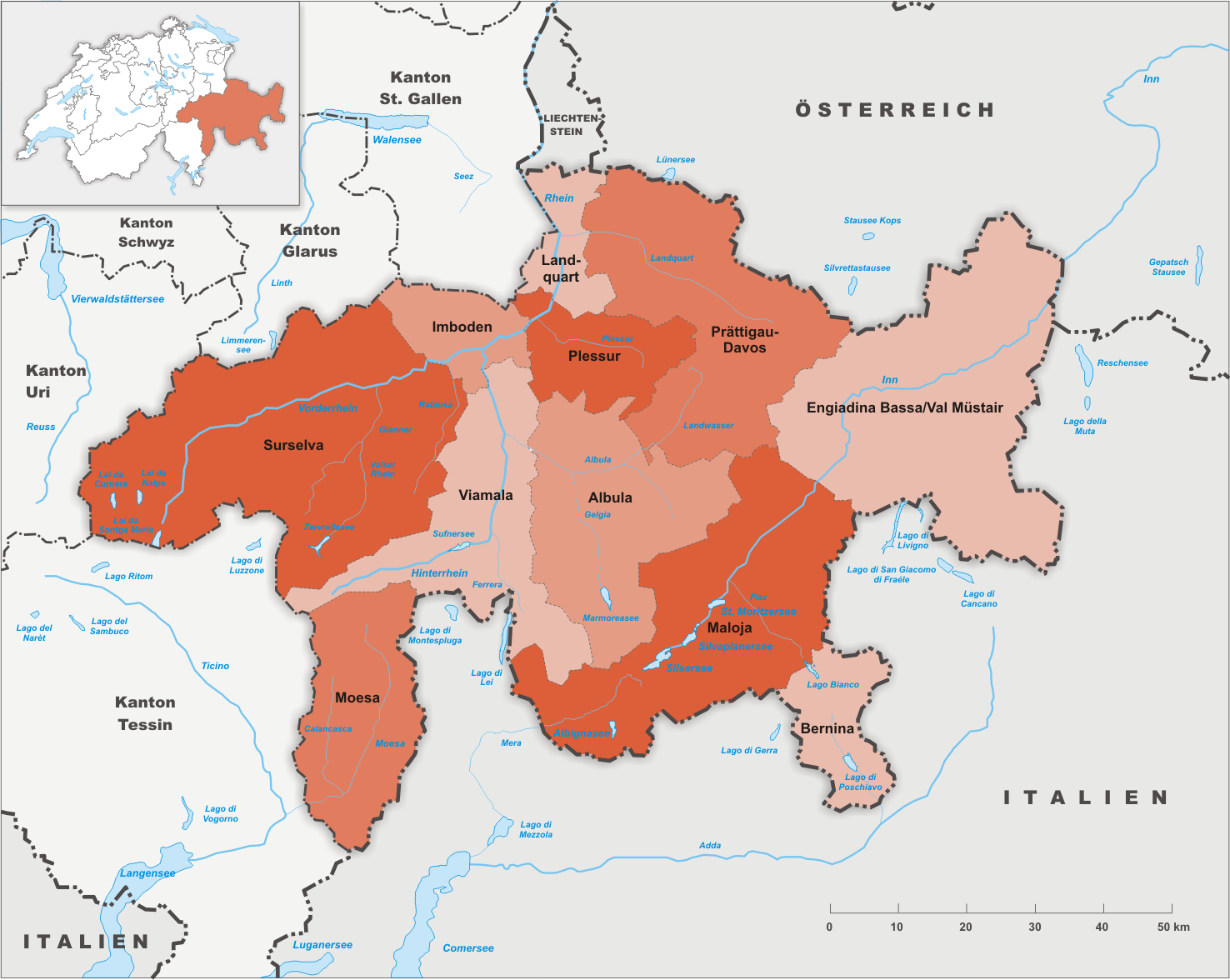
Mapa de las regiones de los Grisones

El cantón está dividido en 11 regiones diferentes desde 2017:
- Albula, con capital en Tiefencastel.
- Bernina, con capital en Poschiavo.
- Engadina Baja/Val Müstair, con capital en Scuol.
- Imboden, con capital en Domat/Ems.
- Landquart, con capital en Igis.
- Maloja, con capital en Samedan.
- Moesa, con capital en Roveredo.
- Plessur, con capital en Coira.
- Prettigovia/Davos, con capital en Davos.
- Surselva, con capital en Ilanz.
- Viamala, con capital en Thusis.

Asimismo, las regiones se encuentran subdivididas en comunas, habiendo 101 a fecha de 2021.

## Gobierno y política
La constitución grisona fue modificada por última vez el 14 de septiembre de 2003, y previamente se encuentran la de 1854 y 1892. Esta declara en su preámbulo que el objetivo del cantón es "salvaguardar la libertad, la paz y la dignidad humana, asegurando la democracia y el Rechtsstaat, promover la prosperidad y la justicia social y preservar un ambiente sano para las generaciones futuras, con la intención de promover el trilingüismo y la diversidad cultural, conservándolos como parte de nuestro legado histórico".

#### Poder legislativo

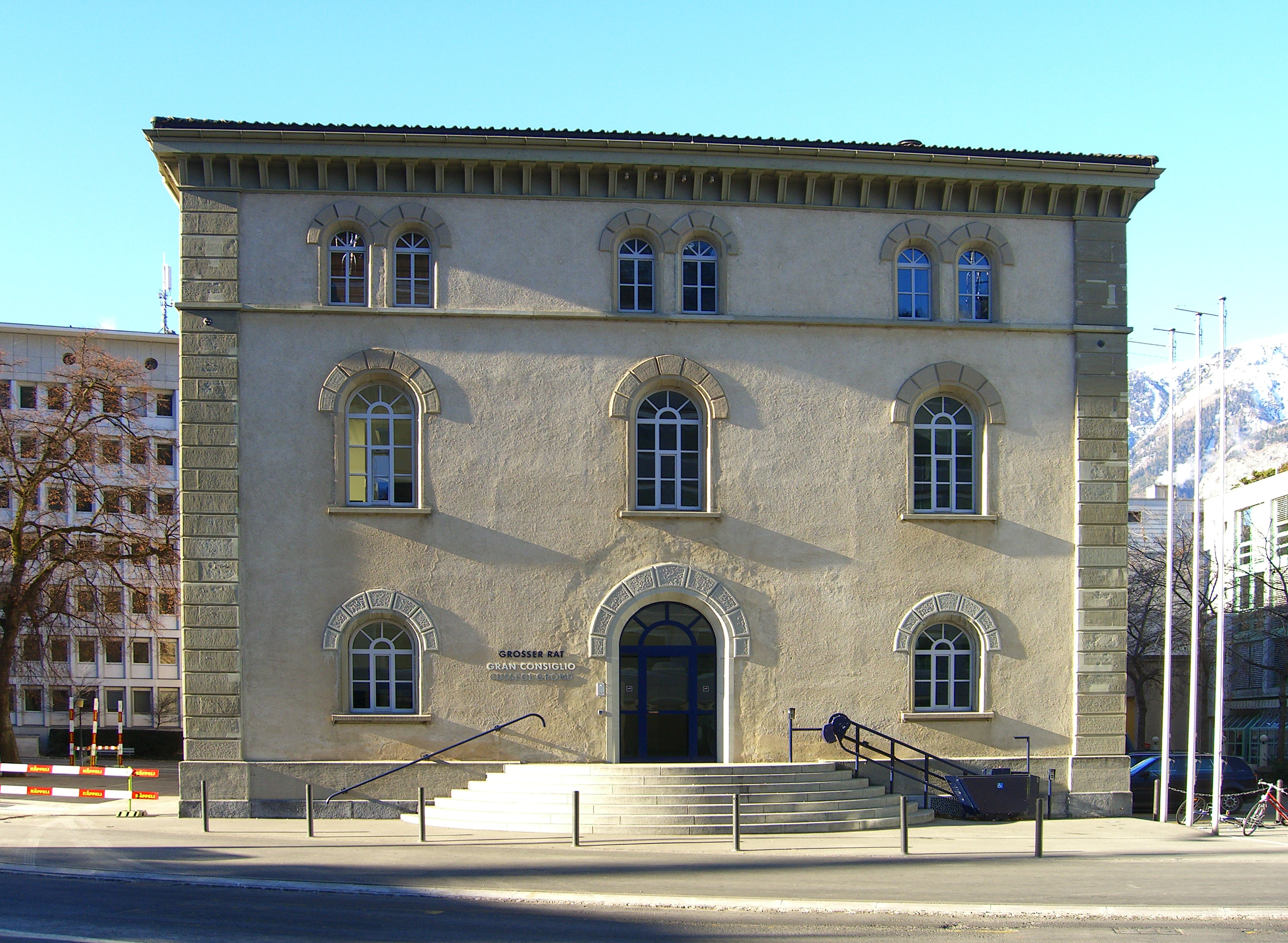
Edificio del Gran Consejo en Coira, antes de la renovación de la fachada y del redesiño del área de entrada.

El Gran Consejo (en alemán: Grosser Rat; en italiano: Gran Consiglio; en romanche: Cussegl Grond) constituye el poder legislativo del cantón y reside en Coira, la capital cantonal. Sus 120 miembros, elegidos mediante escrutinio proporcional plurinominal, desempeñan su labor por cuatro años. Las últimas elecciones celebradas en el cantón sucedieron en 2022 y los resultados fueron los siguientes:
| Elecciones de los Grisones de 2022                            |         |
| Partido                                                       | Escaños |
| El Centro (Die Mitte/Alleanza del Centro/Allianza dal Center) | 34/120  |
| Partido Liberal Radical Suizo (FDP/PLR/PLD)                   | 27/120  |
| Partido Socialista Suizo (SP/PS/PSS)                          | 27/120  |
| Unión Democrática de Centro (SVP/UDC/PPS)                     | 25/120  |
| Partido Verde Liberal (GLP/PVL)                               | 7/120   |

Adicionalmente, como cantón, los Grisones pueden enviar a dos representantes al Consejo de los Estados de la Asamblea Federal y cinco al Consejo Nacional con base en su población.
La población está directamente involucrada en el proceso legislativo, ya que 4000 votantes o una séptima parte de las comunas pueden pedir una reforma constitucional, 3000 votantes o una octava parte de las comunas pueden proponer una ley o una reforma de ley (proceso conocido como iniciativa popular) y 1500 votantes, una décima parte de las comunas, pueden solicitar que una ley aprobada o reformada por el Gran Consejo sea sometida a votación popular (proceso conocido como referéndum). Los cambios constitucionales están siempre sometidos a votación popular.

#### Poder ejecutivo
El gobierno cantonal (anteriormente conocido como Pequeño Consejo) se encarga de las labores correspondientes al poder ejecutivo y se encuentra formado por cinco miembros elegidos mediante  escrutinio mayoritario uninominal. Estos son elegidos por el pueblo por un período de cuatro años y solo pueden acceder a estos cargos por un máximo de tres legislaturas.
| Funcionario                                        | Partido   | Departamento                                              |
| -------------------------------------------------- | --------- | --------------------------------------------------------- |
| Jon Domenic Parolini, Presidente del Gobierno 2024 | Die Mitte | Departamento de educación, cultura y protección ambiental |
| Marcus Caduff                                      | Die Mitte | Departamento de economía y asuntos sociales               |
| Martin Bühler                                      | FDP       | Departamento de finanzas y comunidades                    |
| Carmelia Maissen                                   | Die Mitte | Departamento de infraestructuras, energía y movilidad     |
| Peter Peyer                                        | SP        | Departamento de justicia, seguridad y salud               |

#### Poder judicial

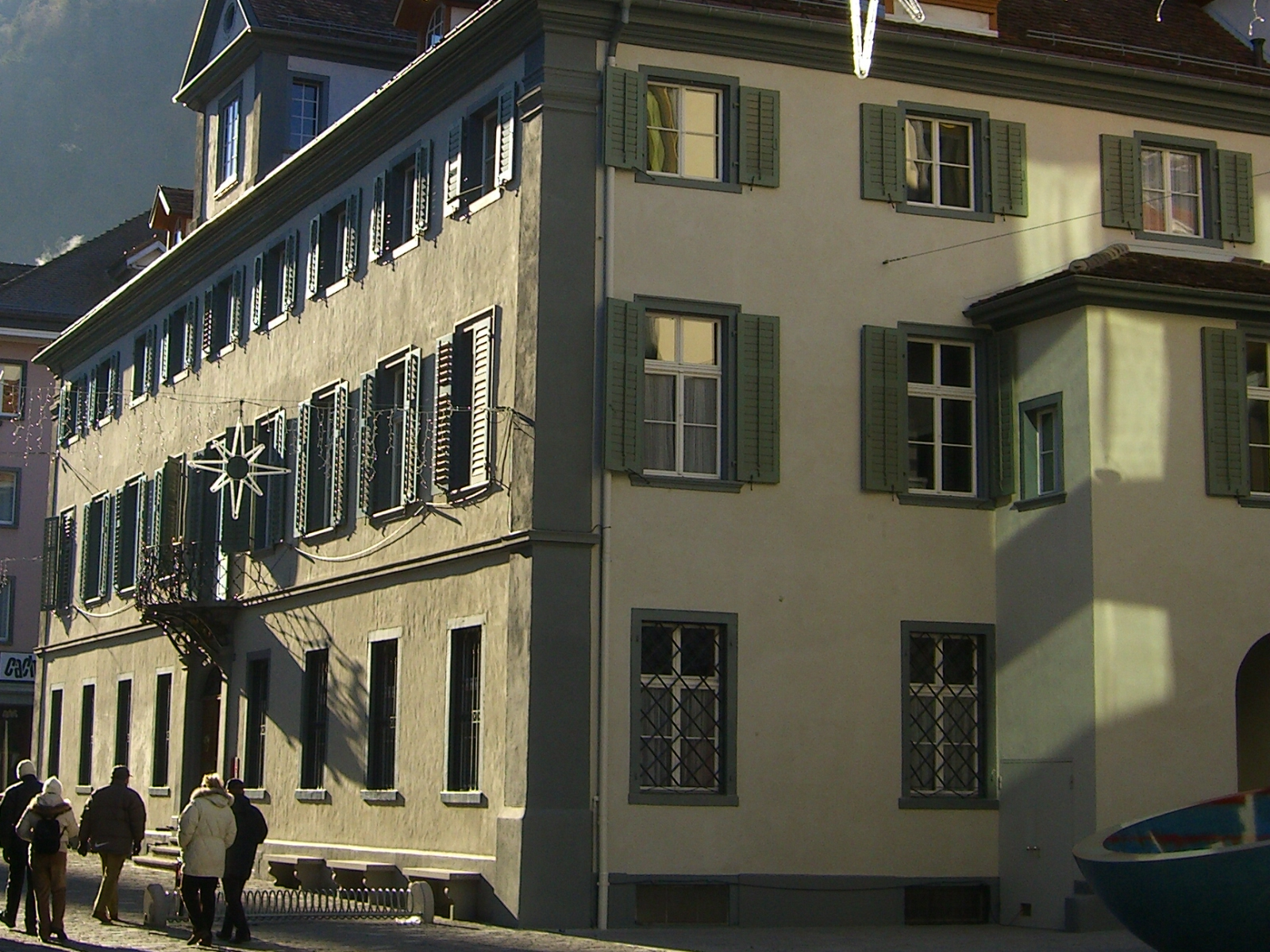
El Alte Gebäu, sede de la Corte Cantonal en Coira

Las cortes supremas cantonales son la Corte Cantonal y la Corte Administrativa. La Corte Cantonal tiene la jurisdicción en las áreas civil, criminal, fiscal y de bancarrota, así como de algunas áreas administrativas y de administración de las leyes. La Corte Administrativa es también la corte constitucional y de seguras y tiene la jurisdicción en materia pública de leyes. Las cortes inferiores se corresponden con las once cortes regionales, conocidas como cortes de distrito antes de 2017.
Antes de que una demanda judicial pueda ser presentada en una corte regional, suele seguirse un procedimiento arbitrario. Las autoridades arbitrarias son las responsables de llevar a cabo dicho proceso y sus presidentes suelen recibir el nombre de jueces de la paz o mediadores. En el cantón de los Grisones hay tres tipos de autoridad arbitrarias: mediadores de oficio (uno por región), autoridades arbitrarias para asuntos de alquiler (uno por región) y la autoridad arbitraria cantonal para asuntos de igualdad de oportunidades (uno por cantón).

## Economía
La agricultura resulta esencial para mantener el cultivo y la población de los valles remotos que conforman el cantón. Solo un tercio del área cantonal es considerada productiva. De esta manera, la actividad agraria es apoyada mediante diferentes subsidios por parte de las autoridades nacionales y regionales. En torno a un 8% de la población se dedica a la agricultura o la silvicultura, con los bosques cubriendo cerca del 20% del área total. Además, un 50% de la producción alimentaria se certifica como orgánica. Entre las actividades agrícolas también se encuentran el pastoreo forestal y de montaña durante el verano, particularmente de vacas, ovejas y cabras. Como el lobo y el oso han sido reintroducidos en la zona, la presencia del pastor de Maremma es usual.Aunque el pastoreo alpino sea predominante, también existe una actividad vinícola importante en el Valle del Rin, especialmente en torno a Fläsch, Maienfeld, Jenins y Malans, área conocida como Bündner Herrschaft en alemán. En los valles meridionales de Mesolcina y Val Poschiavo se da el cultivo de maíz y de castañss, debido al clima más suave de la zona. Además, el cultivo de la oliva se encuentra presente en Mesolcina.
Un 24% de las personas empleadas llevan a cabo tareas relacionadas con el sector industrial, mientras un 68% trabajan en el sector de servicios. La zona más industrializada del cantón se encuentra en las cercanías de Coira. Ems-Chemie es el mayor empleador de la zona, encontrando su sede en Domat/Ems. 
El turismo es el sector clave de la economía grisona, ya que establece un 14% del PIB. La actividad turística se concentra en torno a las ciudades de Davos, Klosters, Lenzerheide Arosa, Flims, Laax, St. Moritz y Pontresina. Todas ellas cuentan con grandes áreas de esquí, aunque pueden encontrarse más estaciones de esquí repartidas por toda la región. St. Moritz es una de las estaciones de esquí más antiguas, volviéndose muy popular desde el año 1864.Dicha estación albergó los Juegos Olímpicos de Invierno en 1928 y en 1948. Sin embargo, el turismo también resulta una actividad muy provechosa fuera de la temporada de invierno debido al senderismo, el alpinismo y el ciclismo de montaña (BTT). De manera adicional, el turismo de empresas resulta notable, especialmente en Davos, donde suelen llevarse a cabo las reuniones del Foro Económico Mundial.

## Transporte

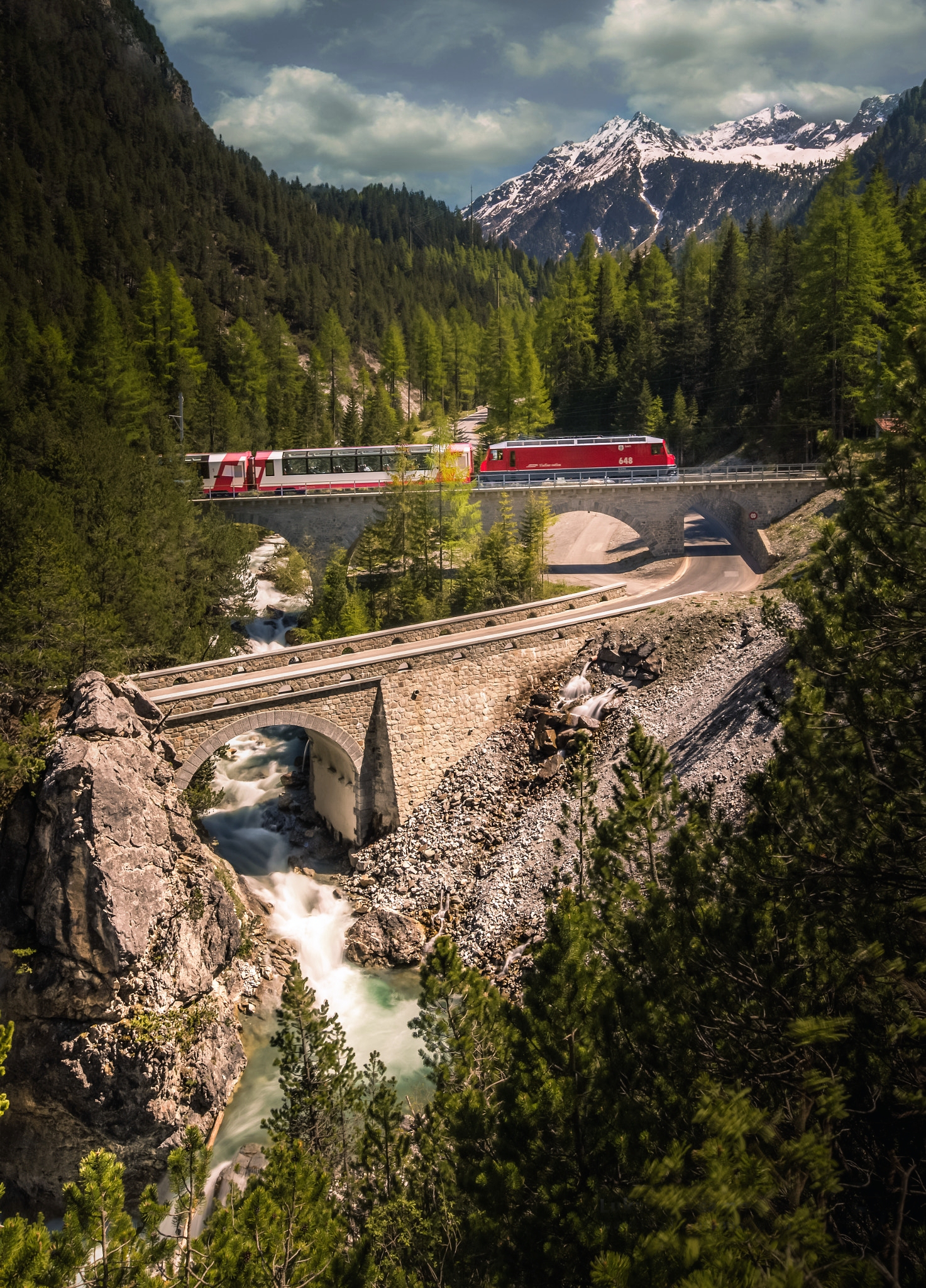
El Glacier Express a través de la línea del Albula. La sinusidad de las carreteras de montaña y de las líneas ferroviarias se ha convertido en un elemento más del paisaje.

Como el cantón se extiende por ambas bandas de los Alpes, pueden encontrarse muchos pasos de montaña importantes, particularmente en el eje norte-sur. Esta orografía tan escarpada ha complicado el transporte en la región desde tiempos inmemoriales. Es por ello por lo que se han encontrado carreteras de la época romana en el Puerto de Julio, y por lo que el Puerto de Septimer fue reconstruido para el uso de carretas en 1387, perdiendo su importancia posteriormente, aunque ha mantenido la apariencia final que se le dio en torno a 1800. Hoy en día este último solo está disponible para el senderismo. Los caminos en cornisa se volvieron necesarios para largos tramos y gargantas, como la de Viamala, y se convirtieron en un reto para cualquier tipo de transporte. Los primeros caminos de mayores dimensiones, con una amplitud de 3,7 metros, se construyeron a través de los Alpes en torno al año 1816. Uno de ellos todavía se encuentra en un excelente estado de conservación, desde el punto de vista histórico, debido a la pérdida de importancia de la conexión a través del Puerto del Spluga tras la apertura de los primeros túneles ferroviarios que cruzan los Alpes. El último valle en conectarse a la red de caminos del cantón de los Grisones fue el de Avers, cuya remota aldea de Juf se conectó en el año 1897. Después de que el servicio de correos suizo expandiera los servicios del PostBus, el tráfico motorizado se volvió más común en la región. En 1925, de hecho, podían encontrarse 250 vehículos en funcionamiento.Finalmente, los habitantes de la región dejaron de mostrar resistencia contra el uso de vehículos individuales motorizados en 1926. En 1967, el túnel de San Bernardino fue abierto al público con el objetivo de acoger al turismo, aunque en la actualidad también es utilizado por vehículos pesados, pese a no estar totalmente adaptado a ello por su alto gradiente de carretera. La mayoría de los demás pasos han perdido hoy en día su importancia para el transporte de mercancías.
Al contrario de lo que pasa en Valais y Tesino, el cantón de los Grisones no presenta unos ejes ferroviarios mayores que crucen los Alpes como en el caso del Ferrocarril de San Gotardo o el de Lötschberg. Una consecuencia de ello es que el único ferrocarril de ancho estándar en el cantón es el del Valle del Rin, cuya línea acaba en la estación de Coira. Asimismo, dicha estación se ha convertido en la más importante de la región y en su nexo de unión desde la construcción del Ferrocarril Rético, uniendo a la mayor parte del cantón con el Valle del Rin.
Actualmente, se realiza un gran esfuerzo para asegurar la conexión mediante transporte público, en el cual intervienen diferentes empresas, a casi todos los asentamientos. Incluso la aldea de Juf, habitada solo por 30 personas, cuenta con servicio de transporte público unas cinco veces al día. Las dos empresas principales a cargo de este transporte público son PostBus, la empresa nacional de buses postales, y el Ferrocarril Rético, propiedad del gobierno cantonal. Este último utiliza la red ferroviaria de vía estrecha más extensa de toda Suiza y da servicio a la mayor parte de las regiones del cantón, con ramificaciones hacia Suiza Central e Italia. Esta red ferroviaria también sirve de soporte para dos de los trenes de larga distancia de Suiza: el Glacier Express y el Bernina Express. El servicio de Ferrocarriles Federales Suizos tan solo se extiende por unos pocos kilómetros dentro del cantón, desde Maienfeld, y da soporte esencialmente a las porblaciones de Landquart y Coira, donde los pasajeros pueden realizar un transbordo al Ferrocarril Rético o a las diferentes líneas del PostBus. La línea del Albula se convirtió en patrimonio mundial de la UNESCO al igual que la línea del Bernina, la línea ferroviaria de mayor altitud y la única en cruzar los Alpes sin necesidad de paso por túnel. 
En invierno algunas de las carreteras quedan cerradas al transporte, mientras diversos puertos de montaña de gran altitud quedan abiertos, aunque sujetos a restricciones. Este suele ser el caso del Puerto de Julio, el Paso Bernina o el Puerto de Lukmanier. Al contar con zonas con la mayor elevación de toda Suiza, existen extensas áreas alpinas que solo pueden alcanzarse a pie. También existe un gran número de servicios de teleférico que proveen un acceso fácil a algunas de las montañas del cantón. La más alta de ellas es el Piz Corvatsch.
La Engadina cuenta con su propio aeropuerto, el Aeródromo de Samedan, siendo este el que se encuentra a mayor altitud en toda Suiza.

## Cultura

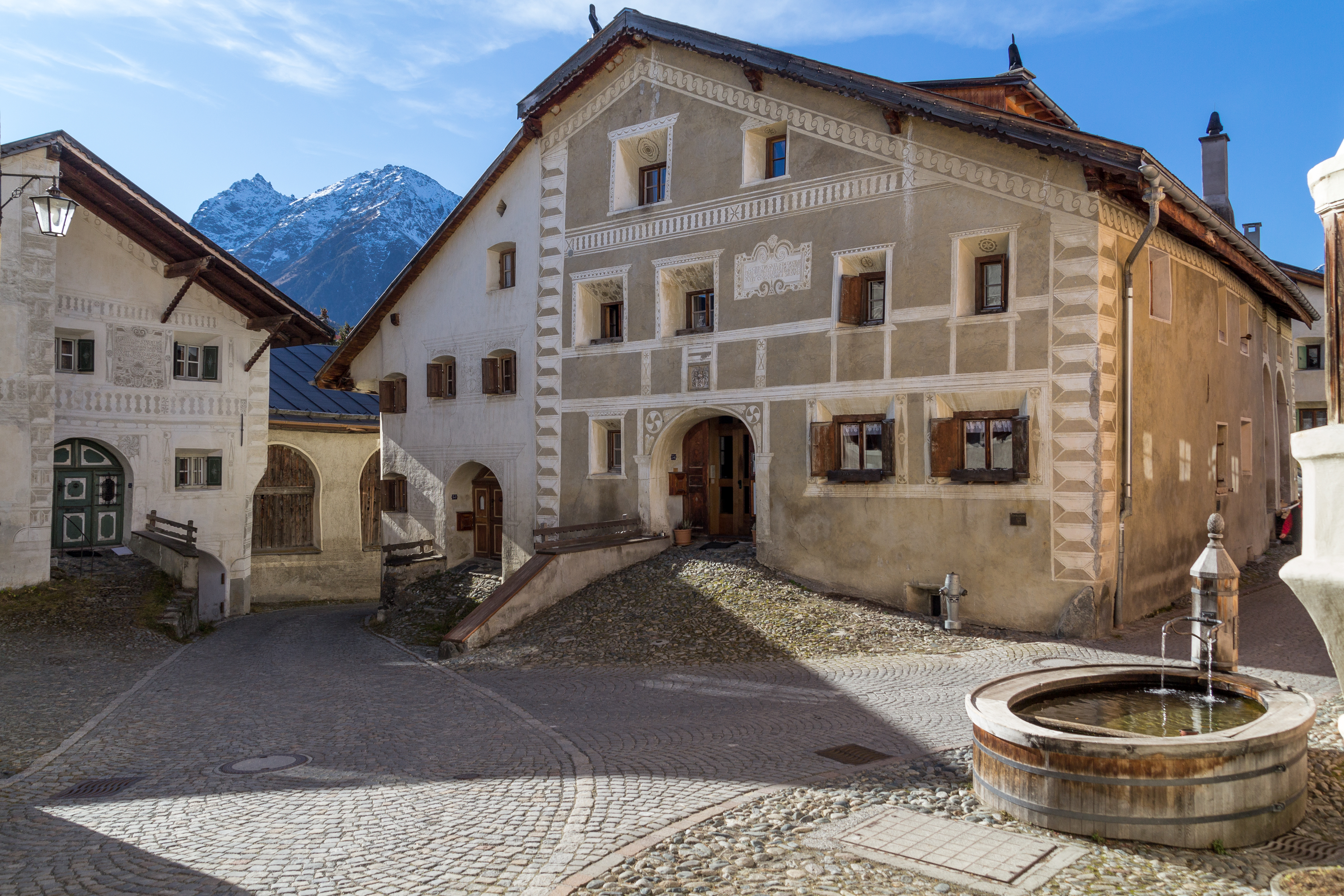
Casas pintadas en Guarda.

El cantón de los Grisones es la región más culturalmente diversa de Suiza. Sin embargo, puede destacarse la fuerte presencia de una cultura de montaña basada en la vida aislada en comunidades rurales, notablemente representada en la obra literaria Heidi, de Johanna Spyri. Algunas de las costumbres tradicionales incluyen la trashumancia alpina en primavera y otoño, así como la celebración del Chalandamarz a finales de invierno.
El cantón cuenta con una gran cantidad de castillos medievales y sus ruinas. El más conocido de ellos es, probablemente, el de Tarasp, que se encuentra en la Engadina, custodiando el Valle del Eno. Muchas de las ruinas y castillos se encuentran en el área de Domleschg. Cerca de allí se encuentra la iglesia de Zillis donde, entre el año 1130 y 1140, se pintó el techo con una famosa ilustración de estilo románico que es tratada como patrimonio nacional. Tres patrimonios mundiales pueden encontrarse en el cantón: el Convento Benedictino de San Juan, la falla tectónica suiza de Sardona y el Ferrocarril Rético en el paisaje de los ríos Albula y Bernina.

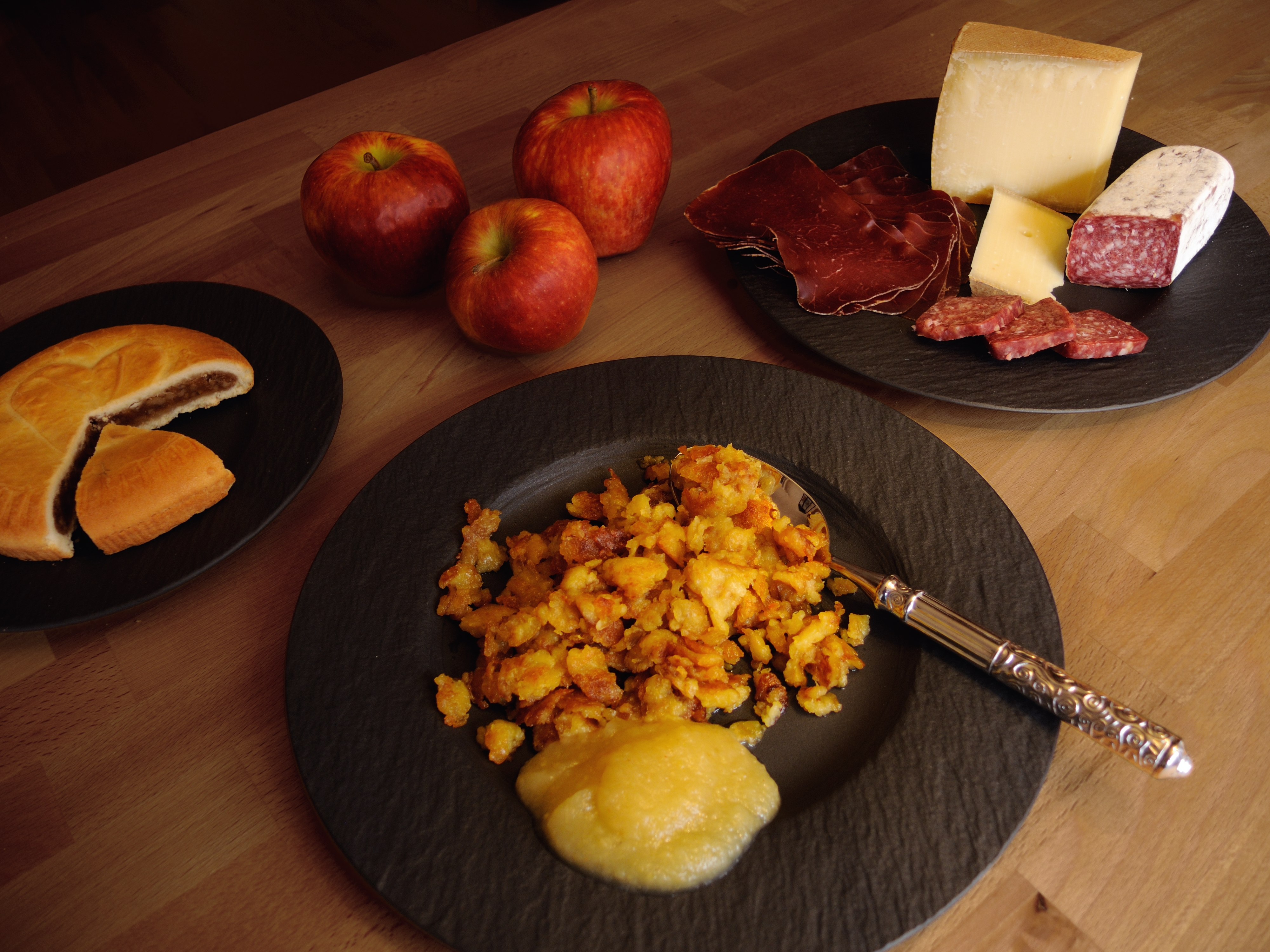
Un plato de Maluns acompañado de varios productos grisones tradicionales.

La gastronomía de los Grisones es principalmente conocida por el Bindenfleisch, comúnmente conocida como carne grisona. Esta es una carne de ternera secada y tratada con especias que cuenta con un aspecto similar al de la bresaola italiana. Otros productos cárnicos típicos incluyen chacinas como el Salsiz, hecho de varias carnes, el speck o el jamón. La producción de quesos en los Grisones está también muy presente, pudiendo encontrarse diversas variedades. Entre los platos más famosos se encuentran los Capuns, predominante en la zona occidental del cantón. Los Capuns son unas empanadillas que cuentan con un relleno abundante de trozos de carne envueltas en hojas de acelgas, normalmente gratinadas al horno con queso y nata. Los Maluns son otro de los platos típicos de los Grisones. Estos se hacen friendo en mantequilla una masa obtenida a partir de la mezcla de harina y patatas hervidas. Los Maluns se sirven normalmente con una compota de manzanas y acompañados por otros productos locales, como quesos o chacinas. Los Pizzoccheri son otro plato predominante en el Valle de Poschiavo. Estos son unos fideos de trigo sarraceno, cocidos con patatas, verduras y queso. El postre emblemático de la cocina grisona es la Bündner Nusstorte. Esta consiste en una pasta quebradiza rellena de una mezcla de nueces caramelizadas y miel. Una pasta similar, pero que contiene castañas en lugar de nueces, es la Torta di Castagne, especialmente presente en los valles meridionales, como el Valle de Bregaglia.
Los vinos son principalmente producidos en el Bündner Herrschaft. En los viñedos de Fläsch y Malans pueden encontrarse hasta 42 variedades de uva diferente, siendo el Pinot Noir la más popular. Los valles meridionales también cuentan con producción vinícola, pero en cantidades más modestas. El Valle de la Mesolcina es contiguo a la región vinícola de Tesino. De la misma manera, el de Poschiavo es contiguo a la región vinícola de la Valtelina. También pueden encontrarse numerosas fábricas de cerveza en el cantón. La más grande de ellas es Calanda Bräu, con sede en Coira.
Radiotelevisiun Svizra Rumantscha es la filial de habla romanche de la Sociedad Suiza de Radiodifusión y Televisión, centrada principalmente en los Grisones. Die Südostschweiz (en alemán) y La Quotidiana (en romanche) son los medios escritos más importantes de la región.

## Naturaleza
El cantón logró reintroducir al íbice alpino a principios del siglo XX después de que la especie se extinguiera de todos los Alpes, salvo en el área del Valle de Aosta en Italia. De igual manera, el quebrantahuesos y el lince también fueron reintroducidos en el siglo XXI, aunque la presencia de linces sigue siendo limitada.